# Ranieri de' Calzabigi
Ranieri Simone Francesco Maria de' Calzabigi (Livorno, 23 dicembre 1714 – Napoli, luglio 1795) è stato un poeta e librettista italiano.

## Biografia
Nacque a Livorno da Giovan Domenico de' Calzabigi e da Maria Eleonora Vannuccini.
Inizialmente fu avviato alle pratiche commerciali, affinché aiutasse il padre. 
Calzabigi studiò probabilmente a Livorno per gli studi letterari e a Pisa per quelli scientifici e col nome di Liburno Drepanio fu membro dell'Accademia Etrusca di Cortona e dell'Accademia dell'Arcadia. 
Nel 1743 prestò servizio in un ministero a Napoli, dove iniziò a dedicarsi all'attività librettistica. A causa del suo coinvolgimento in un processo per veneficio, dovette lasciare la città e si recò quindi  a Parigi, dove conobbe Giacomo Casanova: i due strinsero amicizia, e insieme conclusero alcuni affari, tra cui una lotteria. In questo periodo Ranieri iniziò a comporre il poema La Lulliade, o i buffi italiani scacciati di Parigi, una satira della musica di corte francese dominata allora da Jean-Baptiste Lully e Jean-Philippe Rameau, con una chiara allusione alla Querelle des Bouffons; il poema, rimasto inedito, sarà pubblicato solo nel 1977 col titolo La ragione dei "buffoni" a cura di Gabriele Muresu (Roma, Bulzoni).
Nel 1755 pubblicò una ristampa dei lavori dell'amico Pietro Metastasio.
Dopo aver lasciato la Francia, nel 1761 fu a Vienna per rivestire la carica di consigliere alla Camera dei Conti dei Paesi Bassi e più tardi quella di consigliere di S.M.I.R. Apostolica (Imperatore d'Austria). Grazie all'intermediazione del conte Giacomo Durazzo, direttore del teatro di corte viennese, poté conoscere Christoph Willibald Gluck e Gasparo Angiolini. Per Gluck scrisse tre libretti d'opera, Orfeo ed Euridice (1762), Alceste (1767) e Paride ed Elena (1770), e contribuì attivamente a quella che sarà poi definita riforma gluckiana.
Successivamente, a seguito di uno scandalo,  dovette abbandonare Vienna su ordine dell'imperatrice Maria Teresa. Nel 1774 si stabilì a Pisa, e nel 1780 a Napoli, dove scrisse i suoi due ultimi libretti, Elfrida (1792) ed Elvira (1794), entrambi musicati da Giovanni Paisiello, e si dedicò alla vita letteraria della città fino alla morte; nella prima metà degli anni ottanta fu uno degli intellettuali incontrati da Vittorio Alfieri, che fu l'unico a complimentarsi con lui, rassicurandolo del fatto, che con le sue opere, aveva posto il teatro italiano sullo stesso piano di quello francese.
Fece parte della Massoneria, come scrive Gerardo Tocchini:
"In Austria, poi, l'iniziativa di segno massonico era stata all'origine di uno dei grandi eventi culturali del Settecento, la riforma del melodramma, risultato degli sforzi congiunti di un librettista (l'italiano Ranieri de' Calzabigi), e di un musicista (il boemo Christoph Willibald Gluck) massoni alle dipendenze di un direttore dei teatri (il genovese conte Giacomo Durazzo) massone e protetti da un cancelliere imperiale (il principe di Kaunitz) massone, lavoro intrapreso per compiacere un imperatore ( Francesco I) massone: Orfeo e Euridice (1762)".